# Newchurch, Lancashire
Newchurch är en ort i distriktet Rossendale, i grevskapet Lancashire, i England. Newchurch var en civil parish 1866–1894 när blev den en del av Bacup och Rawtenstall. Civil parish hade 26 217 invånare år 1891.